# Abarema macradenia
Espèce
Abarema macradenia est une espèce de plantes à fleurs de la famille des Fabaceae.
Selon Plants of the World Online, c'est un synonyme de Jupunba macradenia. Selon ce site, c'est un arbre trouvé du sud-est du Mexique jusqu'en Équateur. Il pousse en milieu tropical humide.

## Description
C'est un arbre.

## Répartition
L'espèce est trouvé au Belize, en Colombie, au Costa Rica, en Équateur, au Mexique, au Nicaragua et au Panamá.